# ФК Карлайл Юнайтед
ФК Карлайл Юнайтед (на английски: Carlisle United F.C.) е английски футболен клуб от град Карлайл, графство Къмбрия, създаден през 1904 година. Отборът играе в Първа Лига (третото ниво в английския футбол), където през сезон 2006-07 се класира на осмо място. През предходния сезон 2005-06 Карлайл става първенец във Втора лига, откъдето печели промоция за Първа, а през 2004-05 се състезава в Национална Конференция, където успява да спечели плейофите за промоция с победа на финала над Стивънидж Боро с 1-0.
Домакинските си срещи Карлайл провежда на стадион Брънтън Парк с капацитет 16 981 зрители. Мениджър на отбора е Грег Абът, а президент - Андрю Дженкинс.

## История
Клубът е образуван след сливането на двата местни отбора Шадънгейт Юнайтед и Карлайл Ред Роуз. Първоначално новосформираният отбор играе на стадион Милхоум Бенк, а по-късно на Девъншир Парк, от който след това се мести на сегашния Брънтън Парк. Карлайл започва своето участие във Футболната лига на Англия през 1928, когато е приет в Трета дивизия – Север, където се състезава без да има някакви големи успехи.
През сезон 1974-75 е записано единственото участие в елита на Англия – старата Първа дивизия, където Карлайл остава на последно място и отпада.
В турнира за ФА Къп най-доброто си представяне Карлайл записва през сезон 1974-75, когато достига до 1/4 финал, където губи от Фулъм с 0-1.
Отборът се е изправял неведнъж и срещу грандовете на английския футбол в този турнир, като най-добрите резултати срещу тях са равенства: 0-0 като гост на Арсенал през 1951, 1-1 срещу Тотнъм Хотспър като гост през 1972, 0-0 при гостуването на Ливърпул през 1974 и 1-1 като домакин срещу Манчестър Юнайтед през 1978.

## Постижения
- Шампион на Трета дивизия (сегашната Първа лига) – 1964-65
- Шампион на Трета дивизия (сегашната Втора лига) – 1994-95
- Шампион на Втора лига – 2005-06
- Четвъртфиналист за ФА Къп – 1974-75.
- Полуфиналист в турнира за Купата на Лигата – 1969-70.
- Носител на Трофея на Футболната лига – 1996-97
- Играч с най-много голове за клуба – Джими МакКонъл – 126 (1928-1932)
- Играч с най-много мачове – Алън Рос – 466 (1963-1979)

## Български футболисти
- Георг Илиев: 2014 - (0 мача - 0 гола)